# 오마치니시코엔역
오마치니시코엔역(일본어: 大町西公園駅)은 일본 미야기현 센다이시 아오바구 오마치 2초메에 있는 센다이 시 지하철 도자이 선의 역이다. 역 번호는 T 05이다.

## 역 구조
니시코엔도리와 아오바도리, 오마치도리의 교차부(오마치 교차점) 아래에 위치한다. 승강장은 지하 3층에 설치되어 있다. 야기야마도부쓰코엔 역 방향으로 인상선이 설치되어 있어서 아라이 역 방향으로 회차 운전이 가능하다.
도자이선 관구역 관리의 직영역이다. 또한, 2018년도에 업무위탁역이 될 예정이다.

### 타는 곳
| 1 | ■ 도자이 선 |  | 센다이・아라이 방면     |  |
| 2 | ■ 도자이 선 |  | 야기야마도부쓰코엔 방면 |  |

## 출구 안내
니시1, 히가시1의 총 2곳이다.

### 니시1 출입구
- 니시 공원
- 사쿠라오카 대신궁
- 효조카와라 공원 야구장・정구장
- 센다이 시민 회관
- 오하시
- 니시코엔도리

### 히가시1 출입구
- 센다이 법무 합동 청사 (검찰청)
- 센다이 고등・지방・간이 재판소 합동 청사
- 센다이 가정・간이 재판소 합동 청사
- 다테마치 초등학교
- 전재 부흥 기념관
- 도호쿠 공제 병원
- 아오바도리

## 역 주변
- 니시 공원
  - 사쿠라오카 대신궁
- 센다이 시립 다테마치 초등학교
- 센다이 시립 가타히라테이 초등학교
- 센다이 시 전재 부흥 기념관
- 센다이 오마치 우체국
- 센다이 고등 재판소
- 센다이 지방 법원
- 센다이 가정 법원
- 효조카와라 공원
  - 효조카와라 구장
- 센다이 주오 경찰서 오마치 파출소

## 역사
- 2000년 10월: 역명(가칭) 공표.
- 2008년: 착공.
- 2013년 12월 24일: 역명 공식 발표.
- 2015년 12월 6일: 영업 개시.

## 인접역
| 센다이 시 지하철 ■ 도자이 선          | 센다이 시 지하철 ■ 도자이 선 | 센다이 시 지하철 ■ 도자이 선        |
| ------------------------------------- | ---------------------------- | ----------------------------------- |
| T 04 국제센터 야기야마도부쓰코엔 방면 |                              | 아오바도리이치반초 T 06 아라이 방면 |